# 녹색농민연합
녹색농민연합(綠色農民聯合, 라트비아어: Zaļo un Zemnieku savienība 찰로 운 쳄니쿠 자피니바)은 2002년 라트비아에서 만들어진 자유주의 정당 연합이다. 현재 지도자는 아르만츠 크라우제이며, 2014년 총선거 결과, 단결에 이어 제3당이다.

## 주요 정당
- 라트비아 농민연합
- 라트비아 녹색당
- 라트비아와 벤츠필스를 위하여
- 리예파야당

## 같이 보기
- 리투아니아 농민녹색연합